# Gustavo Suárez Pertierra
Pour les articles homonymes, voir Suárez.
Gustavo Suárez Pertierra, né le 27 février 1949 à Cudillero, est un homme politique espagnol membre du Parti socialiste ouvrier espagnol (PSOE).
Il est ministre de l'Éducation entre 1993 et 1995, puis ministre de la Défense de 1995 à 1996.

## Biographie

### Un long parcours universitaire
Après avoir obtenu une licence de droit à l'université d'Oviedo, il passe avec succès un doctorat à l'université de Valladolid. Entre 1973 et 1974, bénéficiant d'une bourse du gouvernement fédéral allemand, il suit un cursus de droit à l'université de Munich.
Il devient professeur des universités en 1978, prenant la chaire de droit canonique et droit ecclésiastique de l'État à l'université complutense de Madrid. Il est secrétaire général de l'institution pendant un an, de 1980 à 1981.

### Passage par la haute fonction publique
À la suite de la victoire du PSOE aux élections législatives anticipées du 28 octobre 1982, il est nommé le 8 décembre suivant directeur général des Affaires religieuses du ministère de la Justice, alors dirigé par Fernando Ledesma. Le 9 février 1984, Narcís Serra en fait son sous-secrétaire du ministère de la Défense, puis il est promu le 23 mai 1990 au poste de secrétaire d'État, chargé de l'Administration militaire.

### Ministre de Felipe González
À la formation du quatrième gouvernement de Felipe González le 13 juillet 1993, Gustavo Suárez Pertierra devient ministre de l'Éducation et de la Science. Il s'attache alors à réguler l'enseignement religieux à l'école publique.
Avec le scandale des écoutes du CESID, le président du gouvernement doit procéder à un remaniement ministériel le 2 juillet 1995. À cette occasion, Pertierra passe au poste de ministre de la Défense.

### Retrait de la vie politique
Pour les élections législatives anticipées du 3 mars 1996, il est investi en deuxième position sur la liste du PSOE dans les Asturies, derrière l'ancien ministre du Travail Luis Martínez Noval.
Élu au Congrès des députés, il est choisi comme président de la commission des Administrations publiques, tout en siégeant à la commission de la Défense et à la commission bicamérale pour la Professionnalisation des forces armées, qui cesses ses travaux en 1998.
Il ne se représente pas aux élections législatives du 12 mars 2000, quittant ainsi la vie politique. Il prend alors la chaire de droit canonique de l'université nationale d'enseignement à distance (UNED).